# 苏丹娜
苏丹娜（阿拉伯语：‎，羅馬化：Sulṭāna）是一个女性王室头衔，也是“苏丹”一词的阴性形式。该术语在某些伊斯兰国家中被正式用作女性君主的称号，在历史上也曾用于指代苏丹的配偶。